# Kearny Celtic
O Kearny Irish foi um clube americano de futebol com sede em Kearny, Nova Jérsei, que foi um membro inaugural da segunda American Soccer League.

## História
Comumente conhecido como Irish-Americans, o clube foi renomeado como Kearny Celtic antes da temporada 1942/43.  A equipe voltou ao nome original antes da temporada 1949/50. Em 1944, o clube conquistou a Lewis Cup .
Devido às crescentes perdas financeiras, a franquia foi comprada pelo Newark Portuguese SC no início de dezembro de 1951. O Newark juntou-se à ASL e continuou com o recorde de irlandês-americanos de duas vitórias, duas derrotas e três empates.